# 安氏真圓鰭魚
安氏真圓鰭魚，為輻鰭魚綱鮋形目杜父魚亞目絨杜父魚科的其中一種，為寒帶海水魚，分布於北極圈、東北太平洋白令海西部海域，棲息深度20-83公尺，體長可達4.8公分，棲息在底層水域，生活習性不明。

## 扩展阅读
維基物種上的相關：安氏真圓鰭魚